# اضطراب فصامي عاطفي
الاضْطِرابٌ الفُصامِيٌّ العاطِفِيّ هو تشخيص نفسي لطبيعة مضطربة عصبياً. ويصف حالة تكون فيها أعراض الاضطراب المزاجي والفصام . وتظهر هذه الأعراض بصفة عامة كهلوسة حسية أو أوهام غير واقعية أو حتى في حديث المريض المضطرب وتفكيره أو\و سلسلة من الأكتئاب في سياق خَلَلٌ وَظيفِيّ واجتماعي أو مهني بارز. تتكون البذرة الأولى لهذا المرض عادة في سن البلوغ، مع أن، نادراً ما تشخص في مرحلة الطفولة (ما تحت سن 13 سنة)، الاضْطِرابٌ الفُصامِيٌّ العاطِفِيّ شائع في النساء أكثر من الرجال، بخلاف الأعراض المتنوعة القاسية، خط سير المرض على الأغلب عَرضي بخلاف الفصام .
هناك نوعان من الاضْطِرابٌ الفُصامِيٌّ العاطِفِيّ :
- تعكر المزاج الثنائي القطب
- الكآبة

في الغالب تعكر المزاج الثنائي القطب يمكن التنبؤ به والإنذار أكثر من النوع الاكتئابي والذي يترك ثاراً اختلالية بمرور الوقت.

## العلامات والأعراض
يجب أن يحقق الذهان المعايير الأساسية للفصام، التي قد تتضمن الأوهام، والإهلاسات، وعدم انتظام الكلام أو التفكير أو السلوك أو الأعراض السلبية. التوهمات والإهلاسات هي أعراض كلاسيكية للذهان. فالتوهمات هي اعتقادات خاطئة يتمسّك بها المريض بقوة على الرغم من إثبات عدم صحّتها له، ولا يجب أن تُعتبر المعتقدات توهماتٍ في حال كانت تتفق مع المعتقدات الثقافية للمريض، وقد تعكس المعتقدات التوهمية أعراض الحالة المزاجية أو لا (فالشخص الذي يعاني من اكتئاب قد يشعر بالذنب أو لا). أما الإهلاسات، فهي اضطرابات في الإدراك تصيب أي حاسّة من الحواس الخمس، ولكن تكون الإهلاسات السمعية (أو «سماع الأصوات») هي الأكثر شيوعًا. تتضمن الأعراض السلبية نقص الاستجابة، وعسر النطق (أو نقص الكلام العفوي)، والعاطفة الجافة (نقص شدة التعبير العاطفي للغير)، وانعدام الإرادة (فقد الدافع)، وانعدام التلذّذ (فقد القدرة على الإحساس بالمتعة)، وقد تكون الأعراض السلبية أكثر استمرارًا وأكثر إضعافًا من الأعراض الإيجابية للمريض.
أعراض الحالة المزاجية هي الهوس، أو الهوس الخفيف، أو النوبات المختلطة، أو الاكتئاب، وتميل عادة لتأتي بشكل نوبات لا بشكل مستمر. تعني النوبات المختلطة وجود مزيج من أعراض الهوس والاكتئاب في نفس الوقت.
تتضمن أعراض الهوس مزاجًا عاليًا أو مُتهيّجًا، وهوس العَظَمة (تقدير متضخّم للذات)، والهياج، وسلوكيات المُخاطَرة، ونقص الحاجة للنوم، وضعف التركيز، والكلام السريع، وتطاير الأفكار. أما أعراض الاكتئاب، فتتضمن تدني الحالة المزاجية، واللامبالاة، وتغيرات في الشهية والوزن، واضطرابات النوم، وتغيرات النشاط الحركي، والتعب، ومشاعر الذنب أو انعدام القيمة، والتفكير بالانتحار.
ينص الدليل التشخيصي والإحصائي للاضطرابات النفسية (الطبعة الخامسة) على أن المريض الذي يعاني من الأعراض الذهانية فقط أثناء النوبة المزاجية يكون تشخيصه هو اضطراب مزاجي ذو سمات ذهانية، فهو ليس فصامًا ولا اضطرابًا فصاميًا عاطفيًا. في حال كان المريض يعاني من أعراض ذهانية دون أعراض مزاجية لمدة تتجاوز الأسبوعين، فالتشخيص إما فُصام أو اضطراب فصامي عاطفي.

## الأسباب
يُعتقد أن هناك دورًا لمزيج من العوامل الوراثية والبيئية في تطور الاضطراب الفصامي العاطفي.

بحسب وليام ت. كاربنتر، وهو رئيس جامعة ماريلاند في بالتيمور:
إن الدراسات الوراثية لا تدعم فكرة أن الفُصام واضطرابات المزاج الذهاني والاضطراب الفصامي العاطفي هي حالات ذات أسباب مختلفة، لكن تشير الأدلة إلى وجود قابلية وراثية للتأثُّر تزيد من خطر حدوث كل هذه المتلازمات. قد يكون هناك بعض المسارات التي تحدد قابلية الإصابة بالفصام بشكل خاص، أو بالاضطرابات الأخرى كالاضطراب ثنائي القطب، لكن علم الوراثة لا يدعم هذه النظرة.
عند النظر إلى ذلك على نطاق أوسع، نلاحظ أن العوامل البيولوجية والبيئية تتفاعل مع جينات الشخص بطريقة تزيد من خطر الإصابة بالاضطراب الفصامي العاطفي أو تقللها، ولكن من غير المعروف بعد كيفية حدوث ذلك (أي أن الآلية البيولوجية غير واضحة بعد). ارتبطت اضطرابات طيف الفصام (والتي يُعتبر الاضطراب الفصامي العاطفي جزء منها) بشكل متزايد بعمر الأب المتقدم عند الحمل، ومن المعروف أن هذا يرتبط مع حدوث الطفرات الجينية. لوحظ أن الحالة الفيزيولوجية للمرضى المشخصين باضطراب فصامي عاطفي متشابهة لكنها غير متطابقة مع الحالة الفيزيولوجية لمرضى الفصام أو مرضى الاضطراب ثنائي القطب. على أي حال، ما تزال الوظائف الفيزيولوجية العصبية للإنسان في متلازمات الاضطرابات النفسية غير مفهومة تمامًا.

### تعاطي المخدرات
كان من الصعب على الباحثين إثبات وجود صلة سببية واضحة بين تعاطي المخدرات واضطرابات الطيف الذهاني، بما في ذلك الاضطراب الفصامي العاطفي، ولكن الأدلة في حالات معينة، مثل استخدام القنّب، تدعم وجود ارتباط بين البدء المبكر لظهور المرض الذهاني وتعاطي القنّب، فكلما ازداد تعاطيه، وخاصة في مراحل المراهقة الباكرة، يزداد احتمال إصابة الشخص بمرض ذهاني، ويرتبط الاستخدام المتكرر بمضاعفة خطر الإصابة بالذهان والاضطراب الفصامي العاطفي. ما يزال الموضوع مثيرًا للجدل لأنه ليس كل الشباب الذين يتعاطون القنّب سوف يعانون من الذهان في أوقات لاحقة من حياتهم، لكن بشكل عام ترتفع نسبة إصابتهم إلى 3 مرات. قد يقلّد تأثير بعض الأدوية أعراض الفصام (الفصام له أعراض مشابهة لاضطراب الفصام العاطفي)، لذلك من المهم التأكد من سبب الأعراض عند المريض قبل تشخيصه بشكل خاطئ.

## التشخيص
يُشخّص الذهان كعرض لاضطراب نفسي أولًا وقبل كل شيء بالاستبعاد، أي يجب بالبداية استبعاد أي أسباب طبية أخرى للأعراض الموجودة، وكتقييم أولي؛ يجب أخذ قصة مرضية كاملة، وفحص بدني شامل، ويجب إجراء اختبارات بيولوجية (على الرغم من عدم وجود اختبارات تؤكد وجود المرض) بهدف استبعاد الاضطراب الناتج عن تعاطي المخدرات أو الأدوية أو السموم.
يجب استبعاد الهذيان الذي يتميز بشكل أساسي بالإهلاسات البصرية، والبدء الحاد، وتغير مستوى الوعي. يكون استبعاد المسببات المرضية الأخرى بإجراء مجموعة من الاختبارات الدموية، كاختبارات وظائف الغدة الدرقية، وتركيز الشوارد الأساسية في الدم، وإجراء تعداد دم كامل، والاختبارات المصلية لاستبعاد الأمراض المنتقلة بالجنس، بالإضافة إلى بعض الإجراءات الأخرى كتخطيط الدماغ الكهربائي لاستبعاد الصرع، والرنين المغناطيسي والتصوير بالأشعة المقطعية لاستبعاد آفات الدماغ.
لا يجب أن ننسى أن وجود قصة عائلية للإصابة بمرض ذهاني تزيد من احتمال الإصابة.

### معايير الدليل التشخيصي والإحصائي للاضطرابات النفسية (الطبعة الخامسة)
هي المعايير الأكثر استخدامًا لتشخيص الاضطراب الفصامي العاطفي الصادر عن الرابطة الأمريكية للطب النفسي.

#### أنماط المرض
يمكن ملاحظة أحد هذين النمطين من اضطراب الفصام العاطفي أثناء التشخيص، وذلك استنادًا إلى مكونات الحالة المزاجية للاضطراب الموجود:
- الأول هو النوع ثنائي القطب، ويُشخّص عندما يعاني المريض من نوب من الهوس، أو الهوس الخفيف، أو النوب المختلطة، وتحدث أيضًا بشكل نموذجي نوب اكتئابية كبيرة.

- النوع الثاني هو النوع الاكتئابي، والذي يتضمن نوبات اكتئابية كبيرة فقط دون وجود أي نوبات هوس أو نوبات مختلطة.

## العلاج
العلاج الأساسي للاضطراب الفصامي العاطفي هو الأدوية، مع تحسن النتائج عند إدخال العلاجات الداعمة النفسية والاجتماعية طويلة الأمد إلى الخطة العلاجية. قد يُدخَل المريض إلى المشفى في الحالات الشديدة طوعًا أو بالإجبار (في حال سمحت القوانين المتعلقة بالصحة النفسية بذلك)، ومن غير الشائع بقاء المريض في المشفى لوقت طويل.
تشير الأدلة إلى وجود آثار إيجابية للتمارين المنتظمة على الصحة البدنية والعقلية لمرضى الفصام العاطفي.

### العلاج النفسي
قد يكون تقديم العلاجات النفسية الاجتماعية بمهارة هو أهم عنصر للتحسّن الوظيفي عند مرضى الاضطراب الفصامي العاطفي. يستفيد المرضى من كل من العلاج النفسي الداعم والعلاج المعرفي السلوكي على حد سواء.
أحد أهم العوامل للشفاء من الاضطراب الفصامي العاطفي هو إعادة التأهيل النفسي أو النفسي الاجتماعي عالي الجودة، فهو يركز على حل المشاكل المتعلقة بالاندماج بالمجتمع، وعلى تحسين أنشطة الحياة اليومية، وتقليل السلوكيات غير الصحية كتعاطي المخدرات والتدخين، وقد يركز أيضًا على التأهيل المهني للمريض. الهدف طويل الأمد لإعادة التأهيل النفسي والمهني هو أن يتعلم المريض ويشارك بفعالية في السيطرة على التوتر أثناء عملية التعلم أو العمل.
تتكون إعادة التأهيل النفسي من ثمانية مجالات رئيسية:
- الطب النفسي (الحد من الأعراض وتدبيرها)

- الصحة والمعالجة الطبية (الحفاظ على اتساق الرعاية)

- السكن (تأمين بيئات آمنة)

- المهارات المعيشية الأساسية (النظافة، ووجبات الطعام، والسلامة)

- اجتماعيًا (العلاقات الشخصية والعائلية، والتواصل والاندماج ضمن المجتمع)

- التعليم والمهن (مهارات التلاؤم، والتحفيز، والأهداف المناسبة التي يختارها المريض)

- التمويل (الميزانية الشخصية)

- المجتمع والقانون (الموارد)

## الأدوية
عادة ما تكون الأدوية المضادة للذهان مطلوبة من أجل كل من العلاج والوقاية من النكس. ليس هناك مضاد ذهان معين يشكل الدواء الأمثل لعلاج الاضطراب الفصامي العاطفي، ولكن يجب أخذ مضادات الذهان غير التقليدية بالحسبان لدورها الهام في تثبيت المزاج. البالبيريدون هو دواء مضاد للذهان وافقت عليه إدارة الغذاء والدواء الأمريكية لعلاج اضطرابات الفصام. يجب استخدام مضادات الذهان بأقل جرعة ضرورية للسيطرة على الأعراض، وأهم آثارها الجانبية هي الأعراض خارج الهرمية كالرّعاش، وصلابة العضلات، والأرق.

### العلاج بالتخليج الكهربائي
يمكن استخدام العلاج بالتخليج الكهربائي عند مرضى الاضطراب الفصامي العاطفي الذين يعانون من اكتئاب شديد أو أعراض ذهانية شديدة لم تستجب للعلاج بمضادات الذهان.

## الوبائيات
تشير التقديرات إلى أن الاضطراب الفصامي العاطفي يصيب 0.5% إلى 0.8% من السكان في مرحلة ما من حياتهم. تحدث نسبة 30% من الحالات بين سن 25 و35، وهو أكثر شيوعًا عند النساء من الرجال.